# AL-Bank Ligaen 2009/10
Die Saison 2009/10 war die dritte Spielzeit der Eliteserien unter dem Namen AL-Bank Ligaen und damit 25. Austragung der höchsten dänischen Eishockeyspielklasse. Die Liga umfasste neun Mannschaften, darunter der Titelverteidiger SønderjyskE Ishockey, der seinen Titel erfolgreich verteidigen und seine sechste Meisterschaft feiern konnte.

## Teilnehmer
Nachdem Totempo HvIK in der Vorsaison aufgrund der Zahlungsunfähigkeit seines Hauptsponsors seine Mannschaft in der Zwischenrunde zurückgezogen hatte, nahm dessen Nachfolgeverein, Hvidovre Ligahockey ab der Spielzeit 2009/10 am Spielbetrieb teil. Für den Absteiger der vergangenen Saison, die Herlev Hornets, gab es keinen Ersatz, da alle Teams aus der 1. division auf den Aufstieg verzichteten.
| Klub                      | Standort      | Vorjahr | Play-offs     |
| ------------------------- | ------------- | ------- | ------------- |
| AaB Ishockey              | Aalborg       | 8.      | Viertelfinale |
| EfB Ishockey              | Esbjerg       | 7.      | Viertelfinale |
| Frederikshavn White Hawks | Frederikshavn | 9.      | Viertelfinale |
| Herning Blue Fox          | Herning       | 1.      | Vizemeister   |
| Hvidovre Ligahockey       | Kopenhagen    | 6.      | zurückgezogen |
| Odense Bulldogs           | Odense        | 3.      | Halbfinale    |
| Rødovre Mighty Bulls      | Rødovre       | 2.      | Halbfinale    |
| Nordsjælland Cobras       | Rungsted      | 5.      | Viertelfinale |
| SønderjyskE Ishockey      | Haderslev     | 4.      | Meister       |

## Vorrunde

### Abschlusstabelle
|    | Mannschaft                | Sp | S  | OTS | OTN | N  | Pkt | %  | T   | GT  |
| -- | ------------------------- | -- | -- | --- | --- | -- | --- | -- | --- | --- |
| 1. | SønderjyskE Ishockey      | 36 | 26 | 3   | 4   | 3  | 88  | 81 | 139 | 57  |
| 2. | AaB Ishockey              | 36 | 22 | 3   | 2   | 9  | 74  | 68 | 125 | 94  |
| 3. | Frederikshavn White Hawks | 36 | 16 | 4   | 0   | 16 | 56  | 51 | 94  | 88  |
| 4. | EfB Ishockey              | 36 | 12 | 4   | 9   | 11 | 53  | 49 | 89  | 82  |
| 5. | Herning Blue Fox          | 36 | 15 | 2   | 4   | 15 | 53  | 49 | 92  | 101 |
| 6. | Rødovre Mighty Bulls      | 36 | 13 | 5   | 4   | 14 | 53  | 49 | 113 | 105 |
| 7. | Nordsjælland Cobras       | 36 | 11 | 3   | 1   | 21 | 40  | 37 | 92  | 122 |
| 8. | Hvidovre Ligahockey       | 36 | 9  | 3   | 3   | 21 | 36  | 33 | 80  | 126 |
| 9. | Odense Bulldogs           | 36 | 7  | 4   | 4   | 21 | 33  | 30 | 82  | 131 |

Abkürzungen: Sp = Spiele, S = Siege, OTS = Siege nach Verlängerung, SOS = Siege nach Penaltyschießen, OTN = Niederlagen nach Verlängerung, SON = Niederlagen nach Penaltyschießen, N = Niederlagen, Pkt = Punkte, T = Tore, GT = Gegentore 

Erläuterungen:

## Play-offs

### Play-off-Baum
|  | Viertelfinale | Viertelfinale        | Viertelfinale             |   |                           | Halbfinale       | Halbfinale       | Halbfinale                |   |  | Finale | Finale | Finale |
|  |               |                      |                           |   |                           |                  |                  |                           |   |  |        |        |        |
|  | 1             | SønderjyskE Ishockey | 4                         |   |                           |                  |                  |                           |   |  |        |        |        |
|  | 7             | Nordsjælland Cobras  | 1                         |   |                           |                  |                  |                           |   |  |        |        |        |
|  | 7             | Nordsjælland Cobras  | 1                         | 1 | SønderjyskE Ishockey      | 4                |                  |                           |   |  |        |        |        |
|  |               |                      |                           | 1 | SønderjyskE Ishockey      | 4                |                  |                           |   |  |        |        |        |
|  |               | 3                    | Frederikshavn White Hawks | 0 |                           |                  |                  |                           |   |  |        |        |        |
|  | 3             | 3                    | Frederikshavn White Hawks | 0 | Frederikshavn White Hawks | 4                |                  |                           |   |  |        |        |        |
|  | 3             |                      |                           |   | Frederikshavn White Hawks | 4                |                  |                           |   |  |        |        |        |
|  | 6             | Rødovre Mighty Bulls | 3                         |   |                           |                  |                  |                           |   |  |        |        |        |
|  | 6             | Rødovre Mighty Bulls | 3                         | 1 | SønderjyskE Ishockey      | 4                |                  |                           |   |  |        |        |        |
|  |               |                      |                           |   | SønderjyskE Ishockey      | 4                |                  |                           |   |  |        |        |        |
|  |               | 2                    | AaB Ishockey              | 0 |                           |                  |                  |                           |   |  |        |        |        |
|  | 2             | 2                    | AaB Ishockey              | 0 | AaB Ishockey              | 4                |                  |                           |   |  |        |        |        |
|  | 2             |                      |                           |   | AaB Ishockey              | 4                |                  |                           |   |  |        |        |        |
|  | 8             | Hvidovre Ligahockey  | 1                         |   |                           |                  |                  |                           |   |  |        |        |        |
|  | 8             | Hvidovre Ligahockey  | 1                         | 2 | AaB Ishockey              | 4                |                  |                           |   |  |        |        |        |
|  |               |                      |                           | 2 | AaB Ishockey              | 4                | Spiel um Platz 3 |                           |   |  |        |        |        |
|  |               | 5                    | Herning Blue Fox          | 1 |                           |                  |                  |                           |   |  |        |        |        |
|  | 4             | 5                    | Herning Blue Fox          | 1 | EfB Ishockey              | 1                | 3                | Frederikshavn White Hawks | 0 |  |        |        |        |
|  | 4             |                      |                           |   | EfB Ishockey              | 1                | 3                | Frederikshavn White Hawks | 0 |  |        |        |        |
|  | 5             | Herning Blue Fox     | 4                         |   | 5                         | Herning Blue Fox | 2                |                           |   |  |        |        |        |

### Viertelfinale
Die Viertelfinalspiele wurden im Modus „Best of Seven“ ausgetragen und fanden vom 5. bis 20. März 2010 statt.
|                           |   |                      | Serie | 1         | 2         | 3   | 4   | 5   | 6   | 7   |
| ------------------------- | - | -------------------- | ----- | --------- | --------- | --- | --- | --- | --- | --- |
| SønderjyskE Ishockey      | – | Nordsjælland Cobras  | 4:1   | 1:2       | 6:2       | 9:0 | 5:0 | 4:1 | –   | –   |
| AaB Ishockey              | – | Hvidovre Ligahockey  | 4:1   | 1:0       | 5:3       | 3:4 | 5:1 | 5:4 | –   | –   |
| Frederikshavn White Hawks | – | Rødovre Mighty Bulls | 4:3   | 0:2       | 2:5       | 6:3 | 5:2 | 3:2 | 2:3 | 6:1 |
| EfB Ishockey              | – | Herning Blue Fox     | 1:4   | 1:2 n. V. | 3:2 n. V. | 2:6 | 1:3 | 1:2 | –   | –   |

### Halbfinale
Die Halbfinalspiele wurden im Modus „Best of Seven“ ausgetragen und fanden vom 23. März bis 1. April 2010 statt.
|                      |   |                           | Serie | 1   | 2   | 3   | 4         | 5   | 6 | 7 |
| -------------------- | - | ------------------------- | ----- | --- | --- | --- | --------- | --- | - | - |
| SønderjyskE Ishockey | – | Frederikshavn White Hawks | 4:0   | 5:2 | 3:2 | 4:1 | 5:1       | –   | – | – |
| AaB Ishockey         | – | Herning Blue Fox          | 4:1   | 1:0 | 3:6 | 4:3 | 4:3 n. V. | 3:0 | – | – |

### Spiele um Platz 3
Die Spiele um Platz 3 wurden in zwei Spielen mit Hin- und Rückspiel ausgetragen und fanden am 9. und 10. April 2010 statt.
|                           |   |                  | Serie | 1   | 2   |
| ------------------------- | - | ---------------- | ----- | --- | --- |
| Frederikshavn White Hawks | – | Herning Blue Fox | 4:12  | 1:6 | 3:6 |

### Finale
Die Finalspiele wurden im Modus „Best of Seven“ ausgetragen und fanden vom 9. bis 18. April 2010 statt.
|                      |   |              | Serie | 1   | 2   | 3   | 4   | 5 | 6 | 7 |
| -------------------- | - | ------------ | ----- | --- | --- | --- | --- | - | - | - |
| SønderjyskE Ishockey | – | AaB Ishockey | 4:0   | 5:0 | 5:3 | 5:2 | 4:1 | – | – | – |